# Tagavere (Taebla)
Tagavere – wieś w Estonii, w prowincji Lääne, w gminie Taebla.